# Houvin
Houvin is een dorp in de Franse gemeente Houvin-Houvigneul in het departement Pas-de-Calais. Houvin vormt het oostelijk deel van de gemeente. De dorpskern is vergroeid met die van Houvigneul.

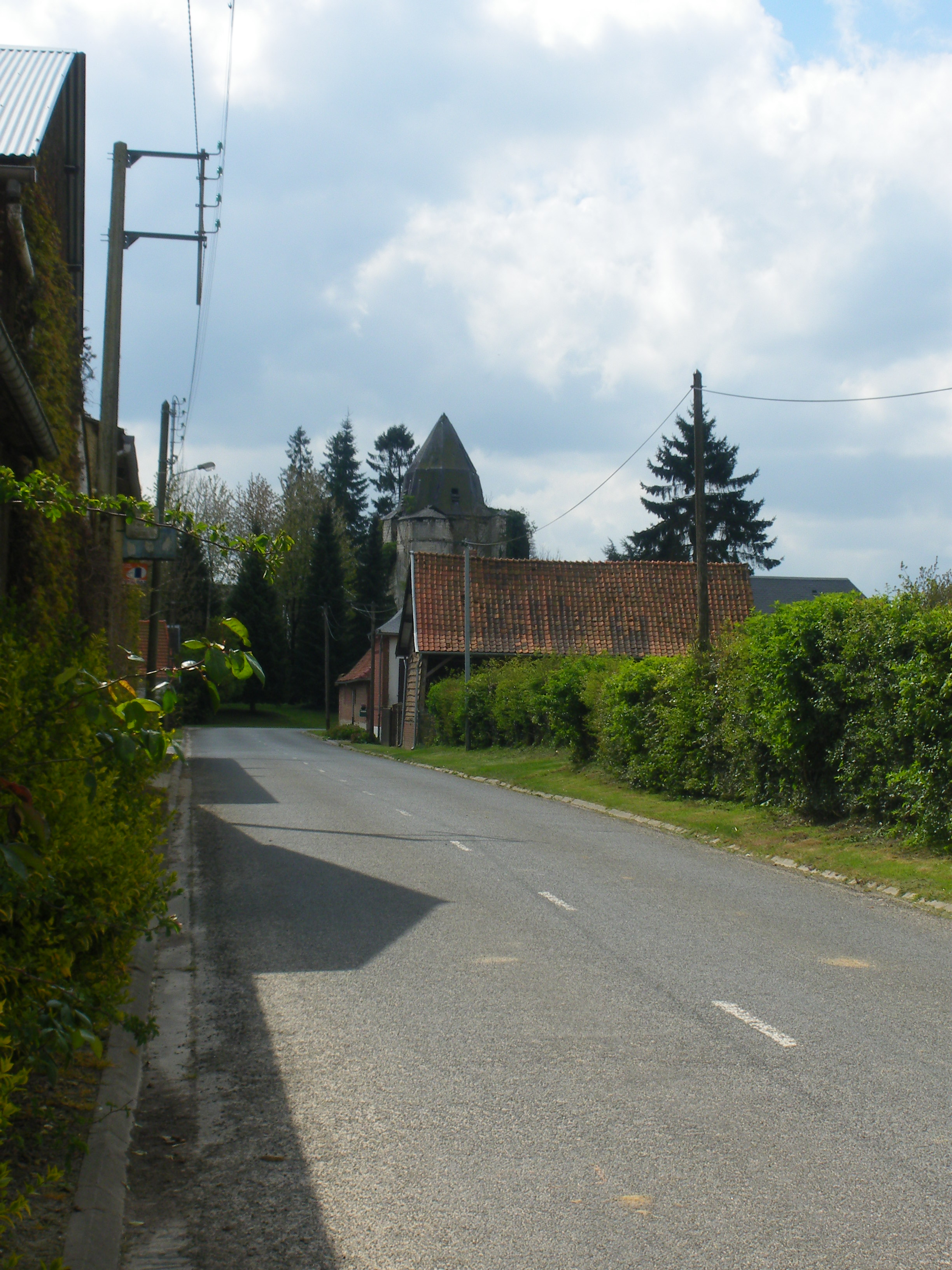
Centrum van Houvin

## Geschiedenis
Oude vermeldingen van de plaats dateren uit de 11de en 12de eeuw als Olvin, Huvin, Uvin en Hovin. De kerk van Houvin had Houvigneul als hulpkerk. In 1779 werd het schip van de kerk herbouwd na een brand.
Op het eind van het ancien régime werd Houvin een gemeente. In 1856 werd de gemeente Houvin (301 inwoners in 1851) samengevoegd met de gemeente Houvigneul (281 inwoners in 1851) in de gemeente Houvin-Houvigneul.
Tijdens de Tweede Wereldoorlog werd de kerk in 1943 zwaar beschadigd door bombardementen. De kerk bleef nog een tijd dienstdoen, maar werd de volgende decennia uiteindelijk afgebroken, op de klokkentoren na.

## Bezienswaardigheden
- De 15de-eeuwse bewaarde toren van de voormalige Église Saint-Maclou werd in 1986 ingeschreven als monument historique.